# Henry P. Smith

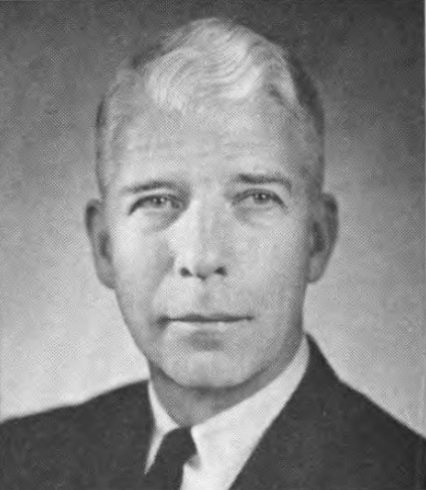
Henry P. Smith

Henry P. Smith III (* 29. September 1911 in North Tonawanda, Niagara County, New York; † 1. Oktober 1995 in Washington, D.C.) war ein US-amerikanischer Politiker. Zwischen 1965 und 1975 vertrat er den Bundesstaat New York im US-Repräsentantenhaus.

## Werdegang
Henry Smith besuchte die öffentlichen Schulen seiner Heimat und dann die Nichols School in Buffalo. Im Jahr 1933 absolvierte er das Dartmouth College in Hanover (New Hampshire). Nach einem anschließenden Jurastudium an der Cornell University in Ithaca und seiner 1936 erfolgten Zulassung als Rechtsanwalt begann er in Ithaca in diesem Beruf zu arbeiten. Im Jahr 1941 verlegte er seinen Wohnsitz und seine Anwaltskanzlei nach North Tonawanda. Dort war er zwischen 1961 und 1963 auch Bürgermeister. Im Jahr 1961 war er auch Familienrichter im Niagara County. Politisch schloss er sich der Republikanischen Partei an.
Bei den Kongresswahlen des Jahres 1964 wurde Smith im 40. Wahlbezirk von New York in das US-Repräsentantenhaus in Washington gewählt, wo er am 3. Januar 1965 die Nachfolge von William E. Miller antrat. Nach vier Wiederwahlen konnte er bis zum 3. Januar 1975 fünf Legislaturperioden im Kongress absolvieren. Seit 1973 vertrat er dort als Nachfolger von Frank Horton den 36. Distrikt seines Staates. Seine Zeit als Kongressabgeordneter war von den Ereignissen der Bürgerrechtsbewegung und des Vietnamkrieges sowie im Jahr 1974 der Watergate-Affäre bestimmt. 1974 verzichtete er auf eine weitere Kandidatur.
Zwischen 1975 und 1978 war Henry Smith Vorsitzender der International Joint Commission, die sich mit Wasserfragen zwischen den Vereinigten Staaten und Kanada befasst. Außerdem war er Direktor und Geschäftsführer der Association to Unite the Democracies. Er starb am 1. Oktober 1995 in Washington, wo er auch beigesetzt wurde.